# Daniel Planchería
Daniel Planchería García (9 maart 1987) is een Spaans voetballer. Hij speelt als doelman bij CE L'Hospitalet.
Planchería speelde in het seizoen 2004/2005 in de succesvolle Juvenil A van FC Barcelona dat de División de Honor Grupo 3, de Copa de Campeones en de Copa del Rey Juvenil won. Vervolgens speelde hij tot 2007 voor FC Barcelona C. Na de opheffing van dit elftal in 2007 werd de doelman door trainer Josep Guardiola overgeheveld naar FC Barcelona B. In 2008 vertrok Planchería naar de Engelse club Blackburn Rovers. Hij kon er niet doorgroeien tot het A-elftal en twee jaar later tekende Planchería een contract bij CE L'Hospitalet.
| seizoen    | club           | land   | competitie               | wed. | goals |
| ---------- | -------------- | ------ | ------------------------ | ---- | ----- |
| 2006/07    | FC Barcelona C | Spanje | Tercera División Grupo 5 | ??   | ??    |
| 2007/08    | FC Barcelona B | Spanje | Tercera División Grupo 5 | 0    | 0     |
| Bijgewerkt | 19-05-2008     |        |                          |      |       |